# Nancy Harts
Cet article concerne la milice confédérée. Pour le personnage historique, voir Nancy Hart.
Les Nancy Harts sont une unité de milice confédérée de la guerre de Sécession formée à LaGrange en Géorgie et exclusivement composée de femmes.

## Histoire
Au printemps 1861, la plupart des hommes de LaGrange en Géorgie ont rejoint les troupes de l'armée confédérée, laissant la ville particulièrement vulnérable aux attaques de l'Union en raison de sa position, à mi-chemin entre Atlanta et Montgomery, première capitale des États confédérés. Deux femmes de soldat, Nancy Hill Morgan et Mary Alford Heard, décident alors de former une milice afin de défendre la ville. 40 femmes répondent à leur appel et le groupe prend pour nom les Nancy Harts, en hommage à une figure féminine de la révolution américaine.
Inexpérimentées dans le maniement des armes à feu, les Nancy Harts s'adressent au Dr Augustus Ware, médecin local qui n'a pu s'engager à cause d'une invalidité, pour les assister durant leur entraînement. Nancy Morgan est élue capitaine ; Mary Heard, Andelina Bull et Aley Smith sont choisies comme lieutenants. La menace de l'Union tarde cependant à se matérialiser et c'est principalement en tant qu'infirmières qu'elles servent la Confédération lorsque la ville se transforme en ville-hôpital durant la seconde moitié de la guerre.
Le 17 avril 1865, après la bataille de West Point, les habitants de LaGrange sont informés que des troupes de l'Union approchent de la ville. Les Nancy Harts se rassemblent et attendent l'ennemi à la périphérie de la ville. À l'arrivée des troupes fédérales sous les ordres du colonel Oscar H. La Grange (en), Nancy Morgan vient à leur rencontre et leur déclare qu'elles sont prêtes à se battre pour défendre leur ville. Admiratif de leur courage, La Grange leur promet qu'aucune déprédation ne sera commise. Les troupes de l'Union détruisent plusieurs bâtiments stratégiques de la ville dont une tannerie, un dépôt ferroviaire et des entrepôts de coton mais aucune résidence privée n'est pillée ou détruite.

## Dans la culture populaire
Les Nancy Harts sont le sujet principal de la 47e histoire de la série Les Tuniques bleues, intitulée Les Nancy Hart.